# Scirocco d'inverno
Scirocco d'inverno (Sirokkó) è un film del 1969 diretto da Miklós Jancsó.

## Trama
Il film è introdotto da una serie di fotogrammi fissi relativi all'attentato al primo re di Jugoslavia, Alessandro I, ucciso a Marsiglia il 9 ottobre 1934. All'inizio degli anni '30 del Novecento, nel paesaggio innevato dei Balcani, un gruppo di ustascia si sta addestrando per compiere l'attentato al sovrano. Tra loro c'è Marko Lazar che, pur aderendo al movimento, afferma la propria autonomia di pensiero facendo discorsi libertari e assumendo atteggiamenti imprevedibili. Gli altri camerati e Ante, capo del movimento, ritengono che il suo spirito anticonformista possa compromettere i loro piani e cominciano a considerarlo pericoloso. A Maria e alla sua giovane amica Ilona, che apparentemente continuano ad appoggiarlo, viene affidata la missione di sedurlo e trattenerlo in Ungheria: Marko viene così attirato in un tranello e rimane colpito a fucilate nella neve. Il film termina con il sopraggiungere di un capo del movimento che fa giurare fedeltà agli ustascia e che esalta la figura di Marko, divenuto suo malgrado un eroe dopo la morte: il movimento lo giudica più utile da morto che da vivo.

## Produzione
Il copione ungherese scritto da Miklós Jancsó e Guyla Hernádi passò sotto l'adattamento francese di Francis Girod e Jacques Rouffio prima della realizzazione. Il regista affermò di essersi servito della vicenda storica dell'attentato al re solo come pretesto per parlare in modo metaforico dei metodi totalitari, in cui i rapporti tra gli individui sono caratterizzati dall'aggressività (minacce, ricatti, denunce) senza spazio per la fiducia, e realizzò il film in dodici piani-sequenza con lunghe carrellate e largo spazio all'improvvisazione (la sceneggiatura era una semplice traccia). Il film, che ha come protagonista lo stesso produttore, Jacques Charrier, avrebbe dovuto essere presentato al Festival di Cannes 1969 ma la proiezione ebbe luogo nell'ambito della Quinzaine des Réalisateurs, rassegna parallela istituita proprio da quell'anno, dopo le contestazioni dell'anno precedente.